# Campeonato Mineiro de Futebol de 2009 - Módulo I
O Campeonato Mineiro de Futebol do Módulo I de 2009 foi a 95ª edição da principal divisão do Futebol Mineiro. Foi disputado por 12 equipes entre os dias 25 de janeiro e 3 de maio, tendo como campeão o Cruzeiro.

## Regulamento
O conselho arbitral se reuniu no dia 29 de setembro de 2008, com os presidentes e representantes dos 12 clubes participantes e decidiram a forma de disputa para o Campeonato Mineiro de Futebol do Módulo I de 2009.
O campeonato teve início no dia 25 de janeiro em turno único, classificando as oito melhores equipes. A partir de então começa a fase do mata-mata, com quartas de final, semifinal e final, com jogos de ida e volta.
Em relaçao ao descenso ao Campeonato Mineiro de Futebol do Módulo II de 2010 o modelo é o mesmo do Campeonato Mineiro de Futebol do Módulo I de 2008, ou seja, as duas equipes com pior campanha serão rebaixadas.
Neste campeonato, pela primeira vez em mais de 30 anos haverá mais de duas equipes do Triângulo Mineiro na mesma edição da Primeira Divisão. A última vez havia sido em 1976, com Uberaba, Uberlândia, Nacional de Uberaba, União Tijucana, Fluminense de Araguari, Araguari, 13 de maio de Frutal e Arsenal de Frutal.

### Primeira fase
Na primeira fase, os 12 clubes se enfrentam em turno único, no sistema de pontos corridos. Os oito primeiros colocados, se classificam para as quartas-de-finais.

#### Critérios de Desempate
1. Pontos;
2. Vitórias;
3. Saldo de gols;
4. Gols marcados;
5. Sorteio.

### Finais

#### Quartas-de-finais
O primeiro colocado na primeira fase enfrenta o oitavo (Jogo 1), o segundo enfrenta o sétimo (Jogo 2), o terceiro enfrenta o sexto (Jogo 3) e o quarto enfrenta o quinto (Jogo 4), em dois jogos (ida e volta). A equipe mais bem classificada na primeira fase se classifica para a final em caso de empate em número de pontos e saldo de gols nos dois jogos.

#### Semi-finais
O vencedor do Jogo 1 enfrenta o vencedor do Jogo 4 e o vencedor do Jogo 2 enfrenta o vencedor do Jogo 3, em dois jogos (ida e volta), mantendo o critério em caso de dois empates.

#### Final
Os vencedores dos confrontos da semifinal, mantidos os critérios em caso de dois empates.

## Participantes
| Equipe                               | Cidade               | Em 2008        | Estádio          | Capacidade | Títulos (mais recente) |
| ------------------------------------ | -------------------- | -------------- | ---------------- | ---------- | ---------------------- |
| América Futebol Clube                | Belo Horizonte       | 1º (Módulo II) | Independência    | 30.000     | 15 (2001)              |
| Clube Atlético Mineiro               | Belo Horizonte       | 2º             | Mineirão         | 75.783     | 39 (2007)              |
| Cruzeiro Esporte Clube               | Belo Horizonte       | 1º             | Mineirão         | 75.783     | 34 (2008)              |
| Esporte Clube Democrata              | Governador Valadares | 8º             | Mamudão          | 8.500      | 0 (não possui)         |
| Guarani Esporte Clube                | Divinópolis          | 5º             | Farião           | 5.000      | 0 (não possui)         |
| Ituiutaba Esporte Clube              | Ituiutaba            | 4º             | Fazendinha       | 3.840      | 0 (não possui)         |
| Rio Branco de Andradas Futebol Clube | Andradas             | 7º             | Parque do Azulão | 8.000      | 0 (não possui)         |
| Social Futebol Clube                 | Coronel Fabriciano   | 10º            | Louis Ensch      | 2.290      | 0 (não possui)         |
| Tupi Football Club                   | Juiz de Fora         | 3º             | Mario Helênio    | 40.000     | 0 (não possui)         |
| Uberaba Sport Club                   | Uberaba              | 9º             | Uberabão         | 25.000     | 0 (não possui)         |
| Uberlândia Esporte Clube             | Uberlândia           | 2º (Módulo II) | Parque do Sabiá  | 50.000     | 0 (não possui)         |
| Villa Nova Atlético Clube            | Nova Lima            | 6º             | Castor Cifuentes | 6.800      | 5 (1951)               |

## Primeira fase

### Classificação
| Pos | Equipe           | Pts | J  | V | E | D | GP | GC | SG  |                                 |
| --- | ---------------- | --- | -- | - | - | - | -- | -- | --- | ------------------------------- |
| 1   | Atlético Mineiro | 26  | 11 | 8 | 2 | 1 | 24 | 8  | +16 | Qualificados para as Quartas    |
| 2   | Cruzeiro         | 25  | 11 | 7 | 4 | 0 | 31 | 8  | +23 | Qualificados para as Quartas    |
| 3   | Ituiutaba        | 20  | 11 | 6 | 2 | 3 | 20 | 16 | +4  | Qualificados para as Quartas    |
| 4   | Rio Branco-MG    | 17  | 11 | 5 | 2 | 4 | 14 | 12 | +2  | Qualificados para as Quartas    |
| 5   | América Mineiro  | 17  | 11 | 4 | 5 | 2 | 9  | 8  | +1  | Qualificados para as Quartas    |
| 6   | Democrata GV     | 16  | 11 | 5 | 1 | 5 | 17 | 20 | −3  | Qualificados para as Quartas    |
| 7   | Tupi             | 15  | 11 | 3 | 6 | 2 | 9  | 10 | −1  | Qualificados para as Quartas    |
| 8   | Uberaba          | 14  | 11 | 4 | 2 | 5 | 12 | 16 | −4  | Qualificados para as Quartas    |
| 9   | Uberlândia       | 12  | 11 | 3 | 3 | 5 | 15 | 18 | −3  |                                 |
| 10  | Villa Nova       | 7   | 11 | 1 | 4 | 6 | 15 | 23 | −8  |                                 |
| 11  | Social           | 7   | 11 | 1 | 4 | 6 | 6  | 18 | −12 | Rebaixados ao Módulo II de 2010 |
| 12  | Guarani-MG       | 3   | 11 | 0 | 3 | 8 | 6  | 21 | −15 | Rebaixados ao Módulo II de 2010 |

### Confrontos
Para ler a tabela, a linha horizontal representa os jogos da equipe como mandante. A coluna vertical indica os jogos da equipe como visitante.
|            | AMÉ | CAM | CRU | DEM | GUA | ITU | RBR | SOC | TUP | UBE | UBL | VNO |
| ---------- | --- | --- | --- | --- | --- | --- | --- | --- | --- | --- | --- | --- |
| América    | -   | *   | 0-0 | *   | *   | *   | 1-0 | 0-0 | *   | 2-1 | 1-0 | *   |
| Atlético   | 0-0 | -   | *   | *   | *   | *   | 2-0 | *   | *   | 4-1 | 4-0 | 2-1 |
| Cruzeiro   | *   | 2-1 | -   | 7-0 | 5-0 | 4-1 | *   | 5-0 | 0-0 | *   | *   | *   |
| Democrata  | 2-0 | 1-3 | *   | -   | 3-2 | 4-1 | *   | *   | *   | *   | 2-2 | *   |
| Guarani    | 1-2 | 0-1 | *   | *   | -   | 1-1 | 0-0 | *   | 0-1 | 0-1 | *   | *   |
| Ituiutaba  | 2-1 | 1-2 | *   | *   | *   | -   | 3-2 | 2-0 | 3-0 | *   | *   | 4-1 |
| Rio Branco | *   | *   | 1-1 | 1-0 | *   | *   | -   | 1-0 | *   | 3-1 | *   | 3-1 |
| Social     | *   | 0-3 | *   | 1-2 | 0-0 | *   | *   | -   | 0-0 | 3-2 | *   | *   |
| Tupi       | 1-1 | 2-2 | *   | 1-0 | *   | *   | 0-1 | *   | -   | *   | 2-1 | 1-1 |
| Uberaba    | *   | *   | 2-2 | 1-0 | *   | 0-1 | *   | *   | 1-1 | -   | 1-0 | 1-0 |
| Uberlândia | *   | *   | 1-2 | *   | 4-1 | 1-1 | 3-2 | 1-0 | *   | *   | -   | *   |
| Villa Nova | 1-1 | *   | 2-3 | 1-3 | 3-1 | *   | *   | 2-2 | *   | *   | 2-2 | -   |

### Desempenho por rodada
Clubes que lideraram o campeonato ao final de cada rodada:
| 1   | 2   | 3   | 4   | 5   | 6   | 7   | 8   | 9   | 10  | 11  |
| RBR | CRU | CRU | CRU | CRU | CRU | CRU | CRU | CRU | CAM | CAM |

Clubes que ficaram na lanterna do campeonato ao final de cada rodada:
| 1   | 2   | 3   | 4   | 5   | 6   | 7   | 8   | 9   | 10  | 11  |
| VNO | VNO | VNO | GUA | GUA | GUA | GUA | GUA | GUA | GUA | GUA |

## Fase final
|  | Quartas de final | Quartas de final | Quartas de final | Quartas de final |   |          | Semifinais | Semifinais | Semifinais | Semifinais |  |          | Final | Final | Final | Final |  |  |
|  |                  |                  |                  |                  |   |          |            |            |            |            |  |          |       |       |       |       |  |  |
|  |                  |                  |                  |                  |   |          |            |            |            |            |  |          |       |       |       |       |  |  |
|  | Atlético         | 1                | 6                | 7                |   |          |            |            |            |            |  |          |       |       |       |       |  |  |
|  | Uberaba          | 0                | 0                | 0                |   |          |            |            |            |            |  |          |       |       |       |       |  |  |
|  | Uberaba          | 0                | 0                | 0                |   | Atlético | 2          | 1          | 3          |            |  |          |       |       |       |       |  |  |
|  |                  |                  |                  |                  |   | Atlético | 2          | 1          | 3          |            |  |          |       |       |       |       |  |  |
|  |                  | Rio Branco       | 0                | 0                | 0 |          |            |            |            |            |  |          |       |       |       |       |  |  |
|  | Rio Branco       | Rio Branco       | 0                | 0                | 0 | 0        | 3          | 3          |            |            |  |          |       |       |       |       |  |  |
|  | Rio Branco       |                  |                  |                  |   | 0        | 3          | 3          |            |            |  |          |       |       |       |       |  |  |
|  | América          | 0                | 0                | 0                |   |          |            |            |            |            |  |          |       |       |       |       |  |  |
|  | América          | 0                | 0                | 0                |   |          |            |            |            |            |  | Atlético | 0     | 1     | 1     |       |  |  |
|  |                  |                  |                  |                  |   |          |            |            |            |            |  | Atlético | 0     | 1     | 1     |       |  |  |
|  |                  | Cruzeiro         | 5                | 1                | 6 |          |            |            |            |            |  |          |       |       |       |       |  |  |
|  | Cruzeiro         | Cruzeiro         | 5                | 1                | 6 | 1        | 7          | 8          |            |            |  |          |       |       |       |       |  |  |
|  | Cruzeiro         |                  |                  |                  |   | 1        | 7          | 8          |            |            |  |          |       |       |       |       |  |  |
|  | Tupi             | 0                | 2                | 2                |   |          |            |            |            |            |  |          |       |       |       |       |  |  |
|  | Tupi             | 0                | 2                | 2                |   | Cruzeiro | 4          | 2          | 6          |            |  |          |       |       |       |       |  |  |
|  |                  |                  |                  |                  |   | Cruzeiro | 4          | 2          | 6          |            |  |          |       |       |       |       |  |  |
|  |                  | Ituiutaba        | 1                | 1                | 2 |          |            |            |            |            |  |          |       |       |       |       |  |  |
|  | Ituiutaba        | Ituiutaba        | 1                | 1                | 2 | 1        | 2          | 3          |            |            |  |          |       |       |       |       |  |  |
|  | Ituiutaba        |                  |                  |                  |   | 1        | 2          | 3          |            |            |  |          |       |       |       |       |  |  |
|  | Democrata-GV     | 0                | 1                | 1                |   |          |            |            |            |            |  |          |       |       |       |       |  |  |

### Final
| 26 de abril, 2009 | Cruzeiro                                               | 5 – 0  | Atlético | Mineirão, Belo Horizonte                         |
| 16:00             | Kléber 39' · Leonardo Silva 56' 61' · Jonathan 78' 86' | Súmula |          | Público: 47 899 Árbitro: Paulo César de Oliveira |

| 3 de maio de 2009 | Atlético    | 1 – 1  | Cruzeiro   | Mineirão, Belo Horizonte                          |
| 16:00             | Fabiano 16' | Súmula | Kléber 20' | Público: 38 186 Árbitro: Leonardo Gaciba da Silva |

## Premiação
| Campeão Mineiro de 2009       |
| Belo Horizonte                |
| ----------------------------- |
| Cruzeiro Campeão (34º título) |

## Campeão do Interior
| Campeão do Interior de 2009 |
| Ituiutaba                   |
| --------------------------- |
| Ituiutaba 2º título         |

## Principais artilheiros
| Gols | Jogador                          | Clube       |
| ---- | -------------------------------- | ----------- |
| 16   | Diego Tardelli                   | Atlético-MG |
| 13   | Kléber                           | Cruzeiro    |
| 9    | Éder Luís                        | Atlético-MG |
| 7    | Ramires                          | Cruzeiro    |
| 6    | Wellington Paulista              | Cruzeiro    |
| 6    | Rodrigo Hote, Paulinho Pedalada  | Ituiutaba   |
| 6    | Márcio Diogo                     | Rio Branco  |
| 6    | Rena                             | Uberlândia  |
| 5    | Danilo Leandro                   | Uberaba     |
| 4    | Soares, Leonardo Silva, Jonathan | Cruzeiro    |
| 4    | Tiago Pereira, Allan Ribeiro     | Democrata   |
| 4    | Márcio Guerreiro                 | Rio Branco  |
| 3    | Gerson Magrão, Wanderley         | Cruzeiro    |
| 3    | Kiko                             | Ituiutaba   |
| 3    | Ademilson Corrêa, Hugo Rodrigues | Tupi        |
| 3    | Everton Costa                    | Vila Nova   |